# Barbenheimer
Barbenheimer (/ˈbɑːrbənhaɪmər/ BAR-bən-hy-mər) là một hiện tượng văn hóa xoay quanh sự phát hành đồng thời của hai bộ phim điện ảnh vào tháng 7 năm 2023: Barbie của Warner Bros. Pictures và Oppenheimer của Universal Pictures. Tên gọi thuật ngữ này được kết hợp giữa tên của hai bộ phim. Chính sự đối lập mạnh mẽ về mặt thể loại và nội dung giữa Barbie (thuộc thể loại hài kỳ ảo nói về cô búp bê thời trang Barbie do Greta Gerwig đạo diễn) với Oppenheimer (thuộc tuýp phim tiểu sử kịch tính có tính chất sử thi của đạo diễn Christopher Nolan kể về nhà vật lý lý thuyết kiêm giám đốc khoa học của Dự án Manhattan tên J. Robert Oppenheimer) đã làm nảy sinh những phản ứng khôi hài từ phía cộng đồng mạng, trong đó có meme, sản phẩm ăn theo và đồ lưu niệm. Polygon cho rằng hai bộ phim là "hai thái cực đối lập", còn Variety thì gọi hiện tượng này là "sự kiện điện ảnh của năm".
Hai bộ phim được phát hành cùng lúc vào ngày 21 tháng 7 năm 2023 tại Hoa Kỳ và một số quốc gia khác. Khi ngày phát hành đến gần, khán giả đã bàn tán hai bộ phim rằng: tập trung vào việc nên xem cả hai liền nhau hoặc nên xem phim nào trước, thay vì dấy lên sự ganh đua. Các diễn viên thủ vai trong cả hai bộ phim đã khuyến khích khán giả xem hai bộ phim vào cùng một ngày. Nhiều người nổi tiếng khác cũng đã làm tương tự, trong đó có Tom Cruise. Anh đã mua vé xem cả hai bộ phim, khi đó bộ phim mới nhất Nhiệm vụ: Bất khả thi – Nghiệp báo phần 1 của anh vẫn đang được chiếu ở các rạp. Mặc dù hiện tượng này bắt nguồn từ những lời trêu đùa về sự khác biệt giữa hai bộ phim nhưng các nhà bình luận vẫn có thể chỉ ra một số điểm tương đồng: cả hai bộ phim đều được giới phân tích đánh giá là đi vào khám phá chủ nghĩa hiện sinh và ý nghĩa về mặt lý thuyết của thế Nhân sinh, đều là sản phẩm của các đạo diễn và biên kịch từng được đề cử giải Oscar, đều có một dàn diễn viên chính lớn, và đều được sản xuất bởi một công ty thuộc về một cặp vợ chồng.
Cả Barbie và Oppenheimer đều được các nhà phê bình đánh giá rất cao và đạt doanh thu cao ngoài kỳ vọng. Việc hai bộ phim cùng phát hành vào cuối tuần đã khiến dịp đó trở thành ngày có doanh thu phòng vé cao thứ tư từ trước đến nay tại Mỹ. Cả hai đều lọt vào danh sách những bộ phim có doanh thu cao nhất năm 2023. Hiện tượng này còn kéo dài đến mùa giải thưởng điện ảnh của năm 2023, khi cả hai đều nằm trong số những bộ phim nhận được nhiều đề cử nhất.

## Lịch sử

### Tranh chấp về ngày phát hành
Tháng 12 năm 2020, sau khi giải thích lý do ảnh hưởng của đại dịch COVID-19 đối với ngành công nghiệp điện ảnh, WarnerMedia, lúc bấy giờ là công ty mẹ của Warner Bros. Pictures, công bố là sẽ phát hành tất cả 17 bộ phim năm 2021 của mình trên dịch vụ phát trực tuyến HBO Max. Trong cùng tháng, đạo diễn Christopher Nolan, người đã phát hành tất cả các bộ phim của mình kể từ Insomnia (2002) thông qua Warner Bros, đã chỉ trích nặng nề quyết định này. Trong một lời phát ngôn với tờ The Hollywood Reporter, Nolan cho biết, "Nhiều người trong số những nhà làm phim lớn nhất và những ngôi sao quan trọng nhất của ngành công nghiệp điện ảnh đi ngủ ngày hôm trước với suy nghĩ rằng họ đang làm việc cho hãng phim tốt nhất, để rồi thức dậy và phát hiện ra rằng mình đang làm việc cho dịch vụ truyền phát tồi tệ nhất." Đạo diễn cũng nói rằng Warner Bros. "thậm chí còn không hiểu được mình đang đánh mất những gì", và rằng "đây là một quyết định phi lý về mặt kinh tế". Cuối cùng, Warner Bros. đã hủy bỏ kế hoạch chỉ chiếu các bộ phim của hãng trên nền tảng trực tuyến vào tháng 3 năm 2021.
Mặc dù vậy, sau khi Warner Bros. công bố kế hoạch ban đầu, Nolan đã gặp gỡ với một số hãng phim đối thủ và thông báo vào tháng 9 năm 2021 rằng bộ phim tiếp theo của mình, Oppenheimer, sẽ được Universal Pictures phân phối thay vì Warner. Để chấp nhận hợp tác với Universal, đạo diễn đã đưa ra các điều kiện: kinh phí sản xuất 100 triệu đô-la Mỹ, kinh phí marketing tương đương, quyền quyết định về mặt sáng tạo, 20% doanh thu phòng vé, rằng hãng sẽ không phát hành bất cứ bộ phim nào khác trong vòng ba tuần trước và sau khi phim được phát hành, cũng như không phát hành bộ phim trên nền tảng trực tuyến trong vòng 100 ngày kể từ khi phim khởi chiếu tại rạp. Đến tháng 10, Universal công bố rằng Oppenheimer sẽ được phát hành vào ngày 21 tháng 7 năm 2023. Ban đầu, Warner Bros. lên lịch phát hành bộ phim hài dựa trên Looney Tunes Coyote vs. Acme vào cùng ngày 21 tháng 7 với Oppenheimer. Tuy nhiên, đến tháng 4 năm 2022, hàng phim công bố rằng thay vào đó, bộ phim Barbie sẽ được phát hành vào ngày này, và vì thế sẽ cạnh tranh trực tiếp với bộ phim của Nolan.
Sự bất hòa giữa Nolan và Warner được cho là lý do chính dẫn đến quyết định này. Insider phỏng đoán rằng quyết định phát hành Barbie, một bộ phim đã được phát triển từ lâu, cùng lúc với Oppenheimer có thể là đòn trả đũa của Warner với Nolan vì đã chấm dứt mối quan hệ hợp tác với hãng. Ngày phát hành giữa tháng 7 có một ý nghĩa nhất định. Kể từ Kỵ sĩ bóng đêm, các bộ phim của Nolan đều được phát hành vào giữa tháng 7, chỉ trừ Hố đen tử thần (được phát hành vào đầu tháng 11 năm 2014, nhưng việc phân phối bộ phim tại Mỹ và Canada được Paramount Pictures tiến hành, còn Warner Bros. chỉ phân phối trên thị trường quốc tế) và Tenet (ngày phát hành ban đầu là 17 tháng 7 năm 2020 nhưng bị hoãn chiếu do đại dịch COVID-19). Hai nhà lãnh đạo vừa được bổ nhiệm của Warner Bros., Michael De Luca và Pamela Abdy, sau đó tuyên bố họ muốn hòa giải với Nolan; các chuyên gia về doanh thu phòng vé đã đặt câu hỏi về lý do vì sao Warner không chịu thay đổi ngày phát hành của Barbie nếu họ muốn hàn gắn mối quan hệ của mình với Nolan. Theo lời Margot Robbie, nhà sản xuất Oppenheimer Charles Roven đã gọi điện thoại cho cô và đề xuất việc thay đổi ngày phát hành của Barbie, nhưng cô không đồng ý.
Được biết, Nolan đã khó chịu với quyết định phát hành Barbie vào cùng ngày với Oppenheimer của Warner Bros. Tuy vậy, lúc được một phóng viên của Insider hỏi rằng việc ông chấm dứt hợp tác với Warner có phải là lý do đằng sau ngày phát hành của Barbie không, Nolan đã cười và cho biết mình "sẽ không trả lời câu hỏi đó", đồng thời nói thêm rằng các rạp chiếu phim đang là "một thị trường đông đúc với rất nhiều bộ phim khác nhau ..., và những người quan tâm đến điện ảnh rất vui mừng về điều đó". Khi được hỏi về việc hai bộ phim có cùng ngày phát hành, Nolan trả lời một phóng viên của IGN rằng "thị trường đã trở nên đông đúc và đó là một điều tuyệt vời".

#### Phản ứng của công chúng

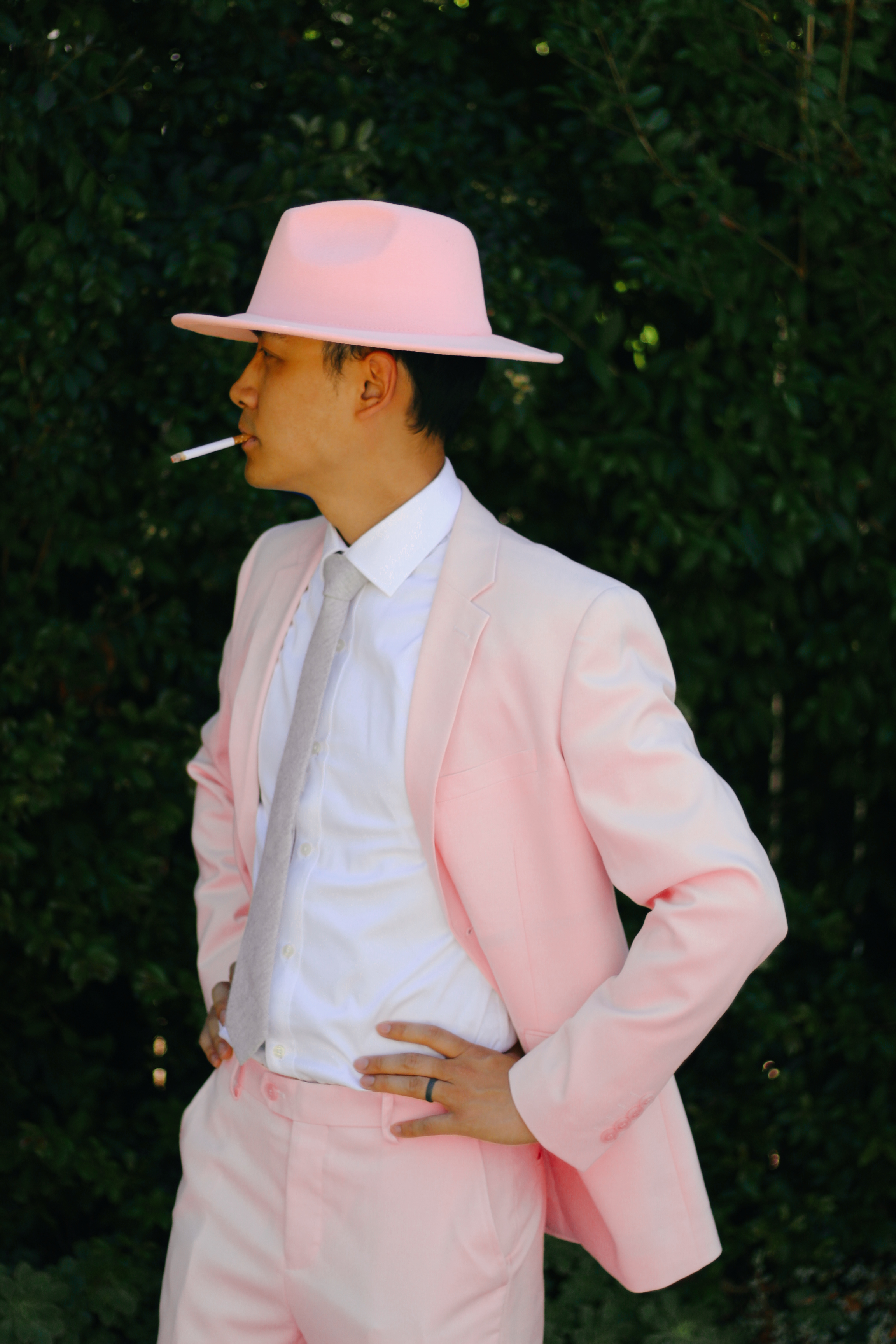
Một người đàn ông trong trang phục hóa trang Halloween lấy cảm hứng từ hiện tượng Barbenheimer

Từ "Barbenheimer" được sử dụng lần đầu tiên trong một bài đăng trên Twitter vào ngày 15 tháng 4 năm 2022 của Matt Neglia, tổng biên tập của trang web giải trí Next Best Picture. Bài đăng có nội dung chế nhạo việc dường như cả hai bộ phim đều đang công bố các diễn viên có mặt trong phim một cách không ngừng nghỉ. Neglia sau đó cho biết anh không nhớ là đã từng viết bài đăng này.
Đến năm 2023, thuật ngữ này trở nên phổ biến khi những người sử dụng mạng Internet bắt đầu chú ý đến sự đối lập giữ hai bộ phim và đăng tải các meme liên quan lên Twitter. Nhiều người hâm mộ thiết kế và lan truyền trên mạng các áp phích chung cho Barbenheimer. Những người chuyên thiết kế áo trên Etsy bắt đầu sản xuất các mặt hàng dựa trên hiện tượng này. Ban đầu, những chiếc áo như vậy sử dụng trực tiếp logo của hai bộ phim đặt cạnh nhau, rồi sau đó chuyển sang sử dụng một logo "Barbenheimer" được lấy cảm hứng từ Barbie. Một số bài đăng trên Twitter so sánh hai bộ phim với hai ngôi nhà, một màu đen một màu hồng, nằm ngay cạnh nhau ở Pacific Palisades, Los Angeles.
Hai người biên tập video ở Dallas đã kiếm được 14.400 đô la Mỹ từ việc bán áo có thiết kế Barbenheimer. Các thương hiệu cũng đăng tải nội dung về hiện tượng; một cửa hàng Barnes & Noble ở Olympia, Washington, đã đăng một meme "Starter Pack" về Barbenheimer lên TikTok và nhận được 30.000 lượt thích.
Barbara Oppenheimer, một giáo sư đã về hưu của trường Đại học Boston và em dâu họ đời thứ ba của J. Robert Oppenheimer, đã khen ngợi cả hai bộ phim.

### Tiếp thị
Hai bộ phim có chiến thuật tiếp thị rất khác nhau. Chiến dịch marketing của Barbie, được ước tính là tiêu tốn 150 triệu đô-la Mỹ (so với 100 triệu đô-la Mỹ của Oppenheimer), hợp tác với nhiều bên và cho ra mắt hàng loạt sản phẩm ăn theo. Oppenheimer ít được tiếp thị rầm rộ hơn và chỉ đơn giản thu hút sự quan tâm thông qua một đoạn trailer và một đồng hồ đếm ngược trực tuyến đến ngày kỷ niệm 78 năm vụ nổ hạt nhân đầu tiên.
Barbie được công chiếu vào ngày 12 tháng 7 năm 2023 tại London, và Oppenheimer cũng được công chiếu ở đây sau đó một ngày. Ngày 14 tháng 7, SAG-AFTRA, một công đoàn thuộc ngành công nghiệp điện ảnh, truyền hình và lồng tiếng của Mỹ, tuyên bố tiến hành một cuộc đình công, đồng nghĩa với việc tất cả những hoạt động quảng bá có sự tham gia của các thành viên của công đoàn đều phải chấm dứt. Diễn viên chính của Barbie Margot Robbie thể hiện sự ủng hộ với cuộc đình công khi được phỏng vấn bởi một phóng viên của Sky News trong buổi công chiếu của bộ phim ở London. Mặc dù Oppenheimer được công chiếu sớm một tiếng so với dự kiến nhưng dàn diễn viên của bộ phim đã rời đi giữa buổi công chiếu để hưởng ứng cuộc đình công. Chủ tịch SAG-AFTRA Fran Drescher sau đó cáo buộc các hãng phim lớn là đã "đánh lừa" công đoàn chấp nhận kéo dài thời gian đàm phán thêm 12 ngày để có thể tiếp tục các hoạt động quảng bá cho các bộ phim mùa hè, bao gồm Barbie và Oppenheimer.

## Đón nhận

### Phân tích

Áp phích của hai bộ phim ở một rạp chiếu phim tại Rotterdam

The Economist bình luận rằng "hai bộ phim thể hiện rõ nét sự thất thường của ngành công nghiệp điện ảnh hiện đại". Trong đó, Barbie là một bộ phim dựa trên IP được dự báo sẽ đạt doanh thu cao gấp đôi (trong dịp cuối tuần đầu tiên) một bộ phim độc lập như Oppenheimer. Tờ báo cũng kết luận rằng, trong bối cảnh sự lo ngại về chiến tranh hạt nhân ngày càng tăng trước cuộc xâm lược Ukraina của Nga cũng như việc phát triển vũ khí hạt nhân của Trung Quốc và Triều Tiên, khán giả sẽ không háo hức xem một bộ phim chính kịch mang tính hiện thực như Oppenheimer bằng một bộ phim hài mang tính thoát ly như Barbie, vốn nhắc lại một số trường hợp tương tự trong lịch sử điện ảnh Mỹ. Nhà phân tích truyền thông Paul Dergarabedian của Comscore nhận xét rằng Barbenheimer 
là một hiện tượng chưa từng có. Thông thường, hai bộ phim lớn nếu được phát hành cùng lúc sẽ "đè bẹp" lẫn nhau, nhưng trong trường hợp của Barbenheimer thì lại "bổ sung cho nhau". Nhà phân tích cho rằng hiện tượng này sẽ thu hút nhiều đối tượng người xem khác nhau. Các khán giả người lớn sẽ biết được về Oppenheimer qua các bài đánh giá và việc nghe đài phát thanh, còn Barbie thì sẽ thu hút một lượng lớn người xem tại rạp trong dịp cuối tuần đầu tiên nhờ hiệu ứng 'sợ bỏ lỡ' khổng lồ mà bộ phim tạo ra.
Alex Billington viết cho FirstShowing đã so sánh tính triết học của Barbie và Oppenheimer, từ đó chỉ ra những tư tưởng được thể hiện trong cả hai bộ phim như chủ nghĩa hiện sinh, Marcel Proust, và cách hai nhân vật chính tìm ra sự thật giống như trong câu chuyện cái hang của Plato. Slavoj Žižek viết cho tờ The New Statesman đã nêu quan điểm rằng nhân vật chính của cả hai bộ phim đều nỗ lực thoát khỏi thế giới trong tưởng tượng để tìm đến một hiện thực sâu xa hơn, chỉ để phát hiện ra rằng thực chất hiện thực được hình thành trong mối quan hệ tương quan với thế giới tưởng tượng.
Mặc dù hiện tượng này bắt nguồn từ những lời trêu đùa về sự khác biệt giữa hai bộ phim, song một số tác giả đã chỉ ra những điểm tương đồng giữa hai bộ phim, bao gồm: "Nolan và Gerwig đều là những đạo diễn từng được đề cử giải Oscar, cả hai bộ phim đều có một dàn diễn viên chính rất lớn bao gồm nhiều ngôi sao, và đều được sản xuất bởi một công ty thuộc về một đôi vợ chồng". Cây bút Darren Mooney bên The Escapist cũng nhận thấy những điểm tương đồng giữa hai bộ phim, và chỉ ra rằng cả hai đều "nói về mối quan hệ giữa trí tưởng tượng và thế giới thực, cũng như về những điều sẽ xảy ra khi các ý tưởng bắt đầu được hiện thực hóa ngoài đời thực. Trong cả hai trường hợp, các hệ quả đều rất đáng sợ về bản chất, cho dù mỗi bộ phim lại đi đến một kết luận hoàn toàn khác nhau." Sonia Rao của tờ The Washington Post nhận thấy cả hai bộ phim đều có một ý tưởng chung: "sự dễ tha hóa của con người". Cũng trên tờ The Washington Post, Tyler Austin Harper viết rằng cả hai bộ phim đều đi vào khám phá ý nghĩa về mặt lý thuyết của thế Nhân sinh, thế địa chất được định hình bởi tác động của con người: "Mặc dù trông có vẻ khác nhau, cả Barbie và Oppenheimer đều kể những câu chuyện về các tư tưởng chủ chốt của thế kỷ 20: chủ nghĩa quân phiệt leo thang và sự tiêu dùng không kiểm soát, những tư tưởng mà sức ảnh hưởng của chúng sẽ tiếp tục tồn tại sau khi loài người biến mất dưới dạng những tàn tích nhựa và plutoni mà chúng ta để lại trên khắp hành tinh mong manh của mình."
Jake Coyle của Associated Press đã phân tích doanh thu phòng vé của Barbie và Oppenheimer, từ đó rút ra được rằng: sự thành công của hai bộ phim cho thấy khán giả đang mong muốn thưởng thức những bộ phim mới mẻ hơn, sau những bộ phim "bom tấn" hóa "bom xịt" như Flash và Indiana Jones và vòng quay định mệnh đã thất bại tại phòng vé. Cây viết Eric Kohn cho IndieWire cũng thể hiện quan điểm tương tự, "khán giả muốn xem những điều mới mẻ và sáng tạo, chứ không phải là hết phần tiếp theo này đến phần tiếp theo khác", từ đó đề xuất rằng các hãng phim nên bồi dưỡng những đạo diễn trẻ triển vọng tại các liên hoan phim. Kohn cũng khuyến nghị rằng thay vì cố gắng lặp lại thành công của Barbenheimer, các hãng phim nên phân tích xem vì sao thành công đó không thể nào lặp lại.

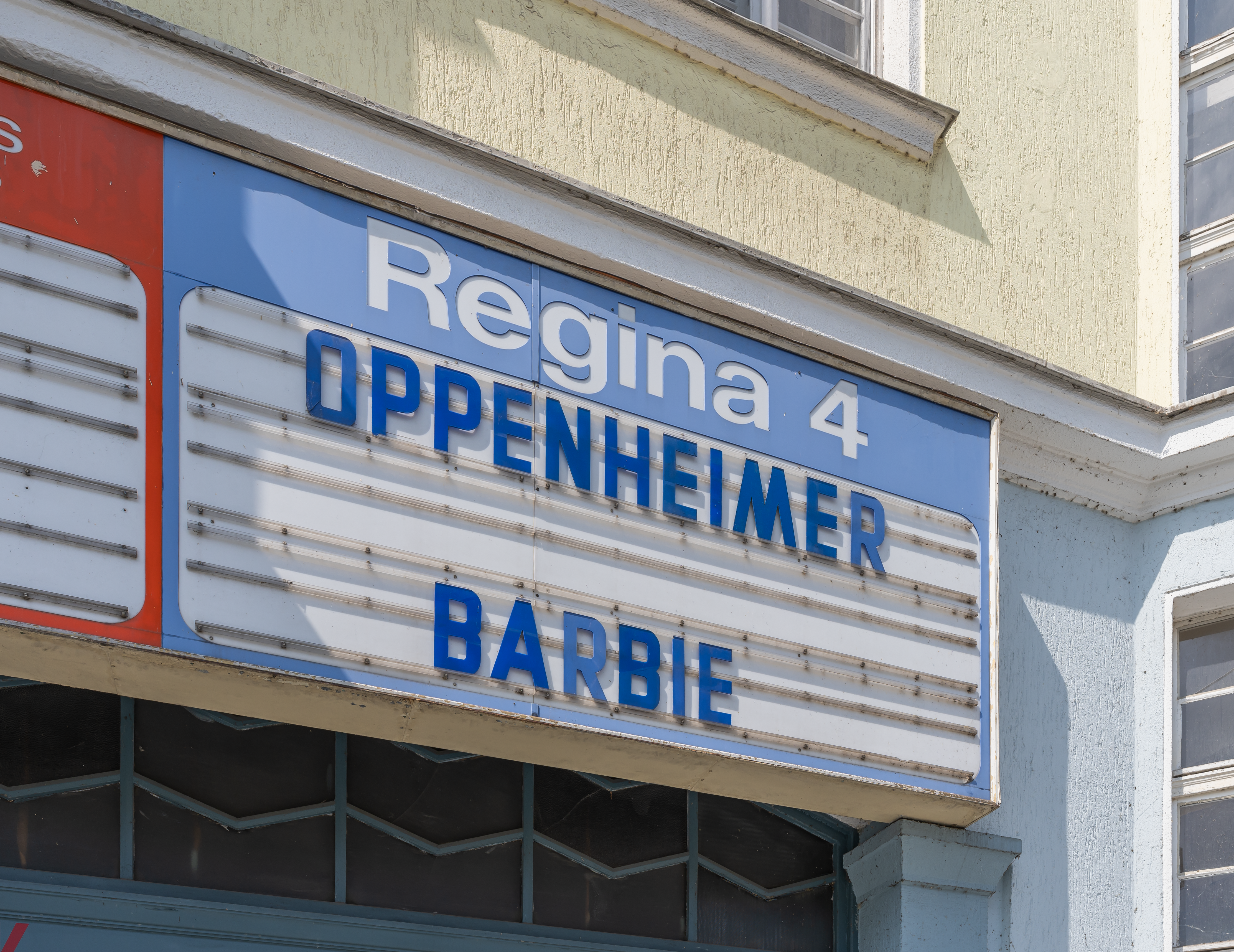
Một rạp chiếu phim đang chiếu Barbie và Oppenheimer ở Hof, Bavaria. Các nhà báo người Đức cho rằng thành công của Barbenheimer là nhờ astroturfing

Nhà báo Larissa Kuhnert của tờ báo Đức Neues Deutschland cho rằng thành công của Barbenheimer là nhờ astroturfing. Nhà báo Thomas Koch của tạp chí Đức Wirtschaftswoche thì cho rằng sự thành công này hoàn toàn nằm trong kế hoạch của Mattel Marketing.